# Gotham (Wisconsin)
Gotham – jednostka osadnicza w Stanach Zjednoczonych, w stanie Wisconsin, w hrabstwie Richland.